# Madre Bulgaria

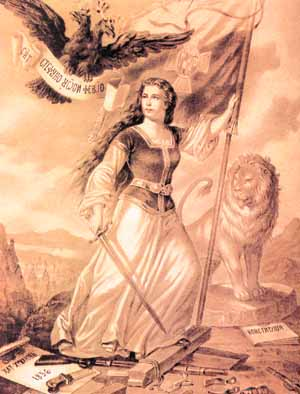
Madre Bulgaria de Georgi Danchov.

Madre Bulgaria es la personificación nacional de Bulgaria.

## Historia
La personificación de Bulgaria nació, como otras muchas personificaciones nacionales, durante el movimiento del romanticismo del siglo XIX. Se pintaron cuadros, se dibujaron litografías con su figura y se esculpió la figura de Bulgaria que se emplazó en lo alto del monumento de Veliko Tarnovo llamado Madre Bulgaria. Sus atributos suelen ser una espada, una corona y un león.

## Galería

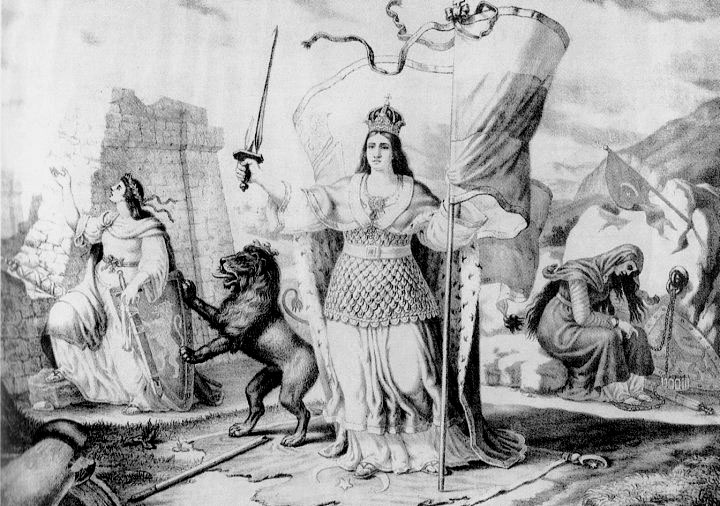
Bulgaria dividida tras el congreso de Berlín, representación alegórica de Bulgaria (en el medio) Rumelia oriental (a la izquierda) y Macedonia (detrás a la derecha) tras el Congreso de Berlín en 1879.
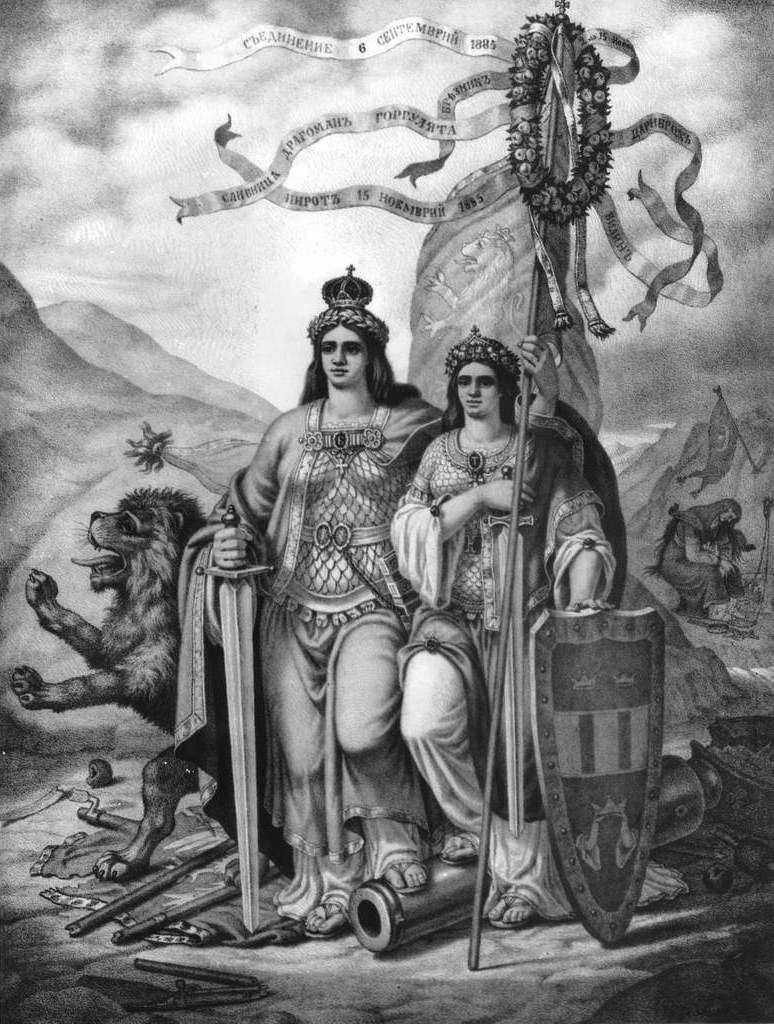
Bulgaria junto a Rumelia Oriental a su derecha, dibujo de Nikolai Pavlovich.
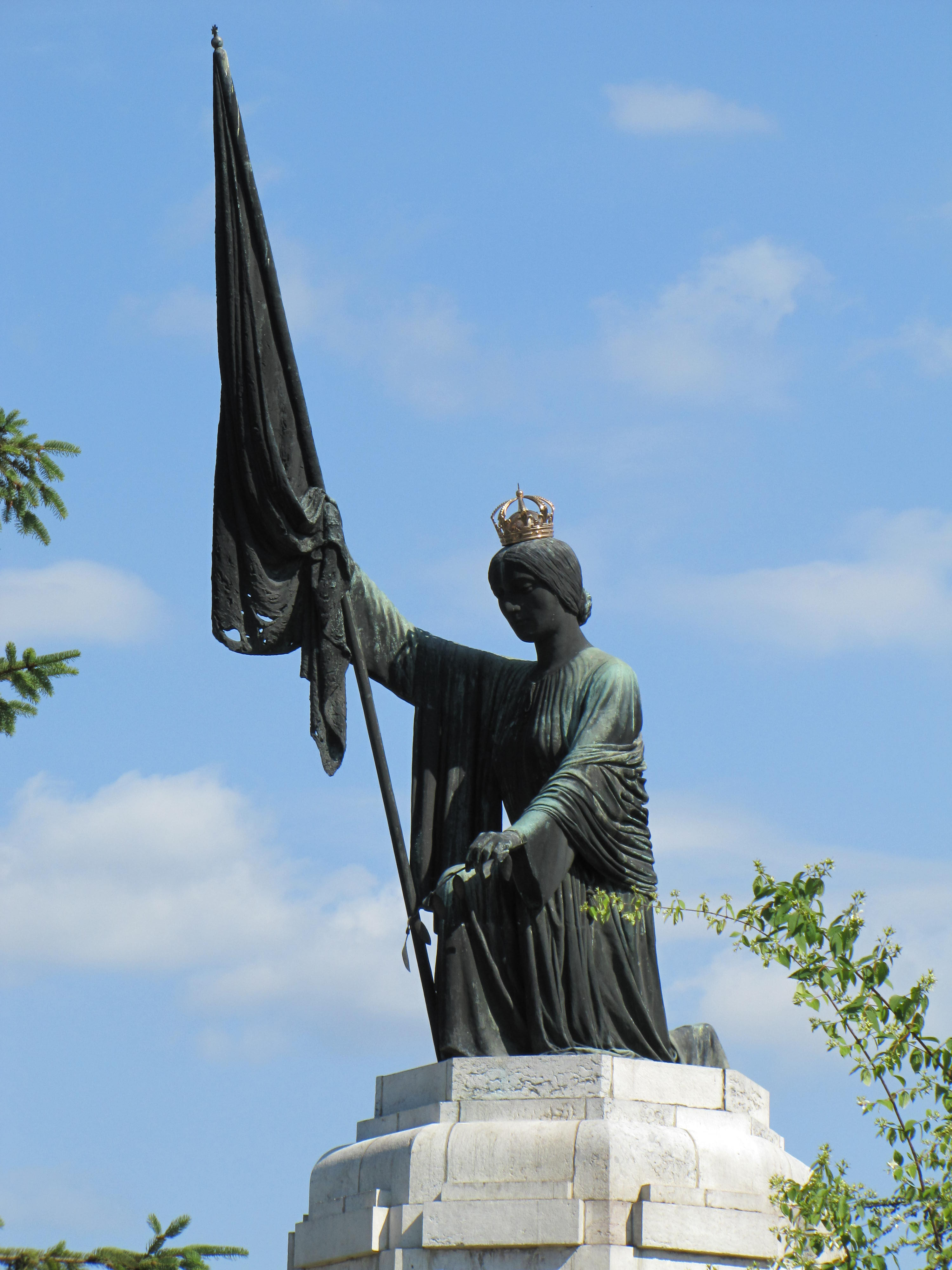
Estatua de Bulgaria en lo alto del monumento de Veliko Tarnovo.